# آلهة هندوسية
الهندوسية هي الدين المُسيطر في شبه القارة الهندية. وهي تتألف من ثلاثة تقاليد أساسية، الشيفية، الفايشنافية والشاكتيزمية، والتي يَعتبر أتباعها شيفا، فيشنو وشاكتي (أيضاً تُدعى بِـ«ديڤي») أنها الآلهة العُظمى على الترتيب. ومعظم الآلهة الأُخرى إما ذات صلة معهم (صلة قرابة) أو أشكال مختلفة (تجسيد) من هذه الآلهة الثلاثة. تُلقب الهندوسية بأنها «أقدم ديانة» في العالم، والكثير من مُعتنقينها يُشيرون إليها على أنها «القانون الأبدي».
السمارتية، وهي شكل حديث نسبياً من الهندوسية التقليدية (بالمقارنة مع التقاليد الثلاثة الأُخرى)، والتي تدعو إلى عبادة أكثر من إله واحد بما فيهم شيفا، فيشنو، شاكتي، غانيشا (إله الفيل)، سوريْا (إله الشمس) وبالإضافة إلى العديد من الآلهة والآلهات الأخرى. وهي لا تُعتبر على أنها طائفة علانيةً كما الشيفية والفايشنافية، ولكنها قائمة على اعتبار براهما الإله الأعلى في كُل الكون فهو الخالق لكُل شيء.
هناك عدد كبير من الأشخاص أو الأشياء في الهندوسية التي تُعبد على أنها مورتيات (عبور الروح الإلهية)، حيث يؤمن الهندوس بالكارما ويعتقدون أنها جوانب للبرهمن الأعلى أو أفتارات للكائن الأعلى بهگڤان أو أنها كائنات خارقة تسمى الديفات. غالباً ما تُرسم تلك الكائنات بشكل شبه بشري أو بشري جزئياً مع رسومات وأيقونات فريدة لكل حالة.

## الآلهة الأساسية

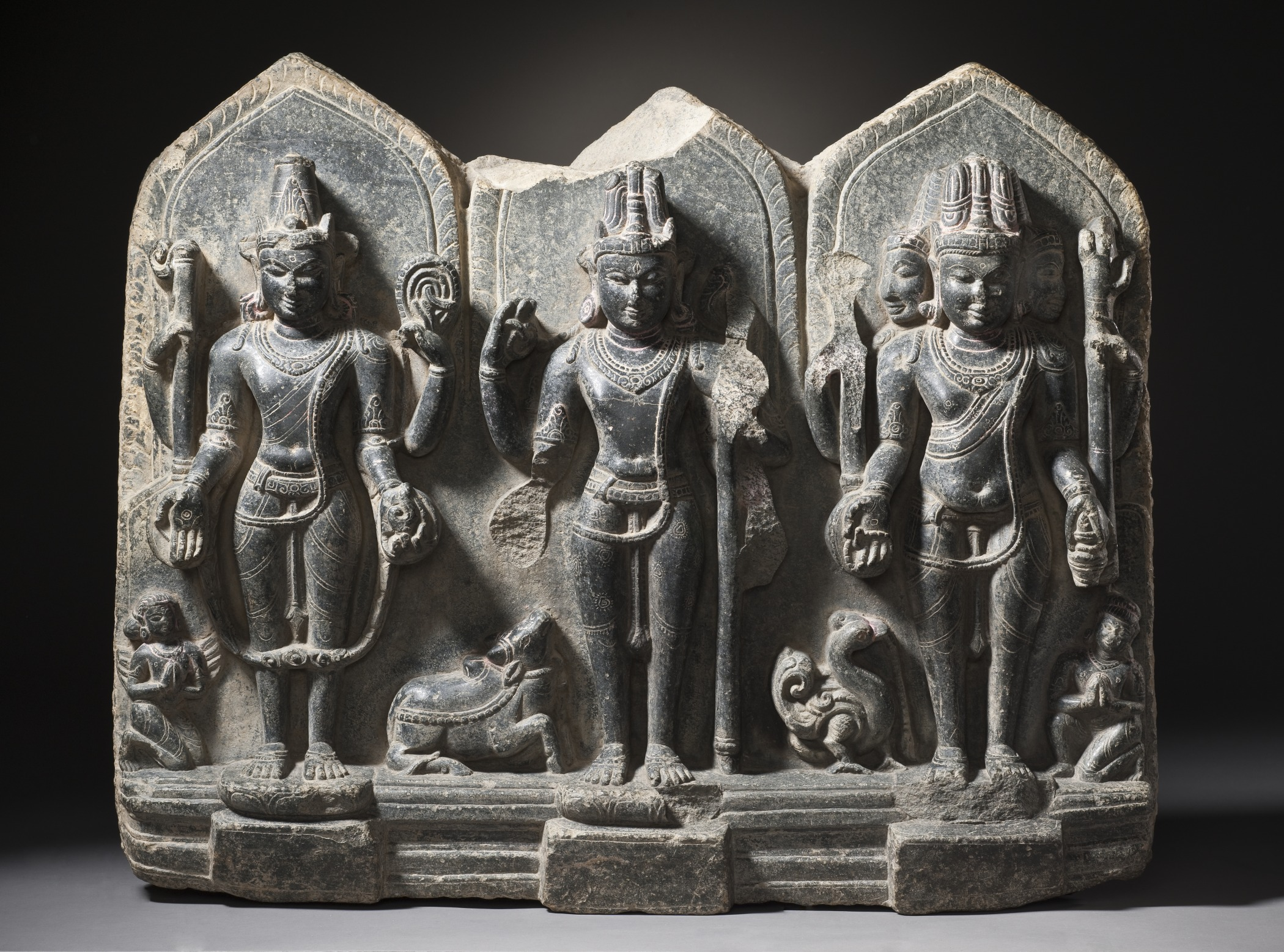
الثالوث في الهندوسية، من اليمين إلى اليسار: براهما، شيفا، فيشنو.

يتألف الثالوث في الهندوسية من شيفا، فيشنو وبراهما، ويُشكل أتباع شيفا وفيشنو الطائفتان الأساسيتان.

### فيشنو
الفايشنافية هي الطائفة الهندوسية التي تَعبُد الإله فيشنو. وهو أساس الثالوث في الهندوسية، لذلك يُلقب بالـ «الحافظ» وله عشرة صور تجسيدية (أفتارات). وهي طائفة تَعبُدية، وأتباعها يعبدون آلهة أُخرى أيضاً كـ«راما» و«كريشنا» (الاثنان هما أفتارات لفشنو). أتباع هذه الطائفة عموماً غيز زاهدين ورُهبانيين وغالباً مايُكرسون حياتهم لممارسة التأمل والترتيل والغناء.
يُطلق على شيفا أسماء عديدة منها:
- نَرَيانا
- فِنكَتِشوَرا
- دَشَافاتَرا

### شيفا

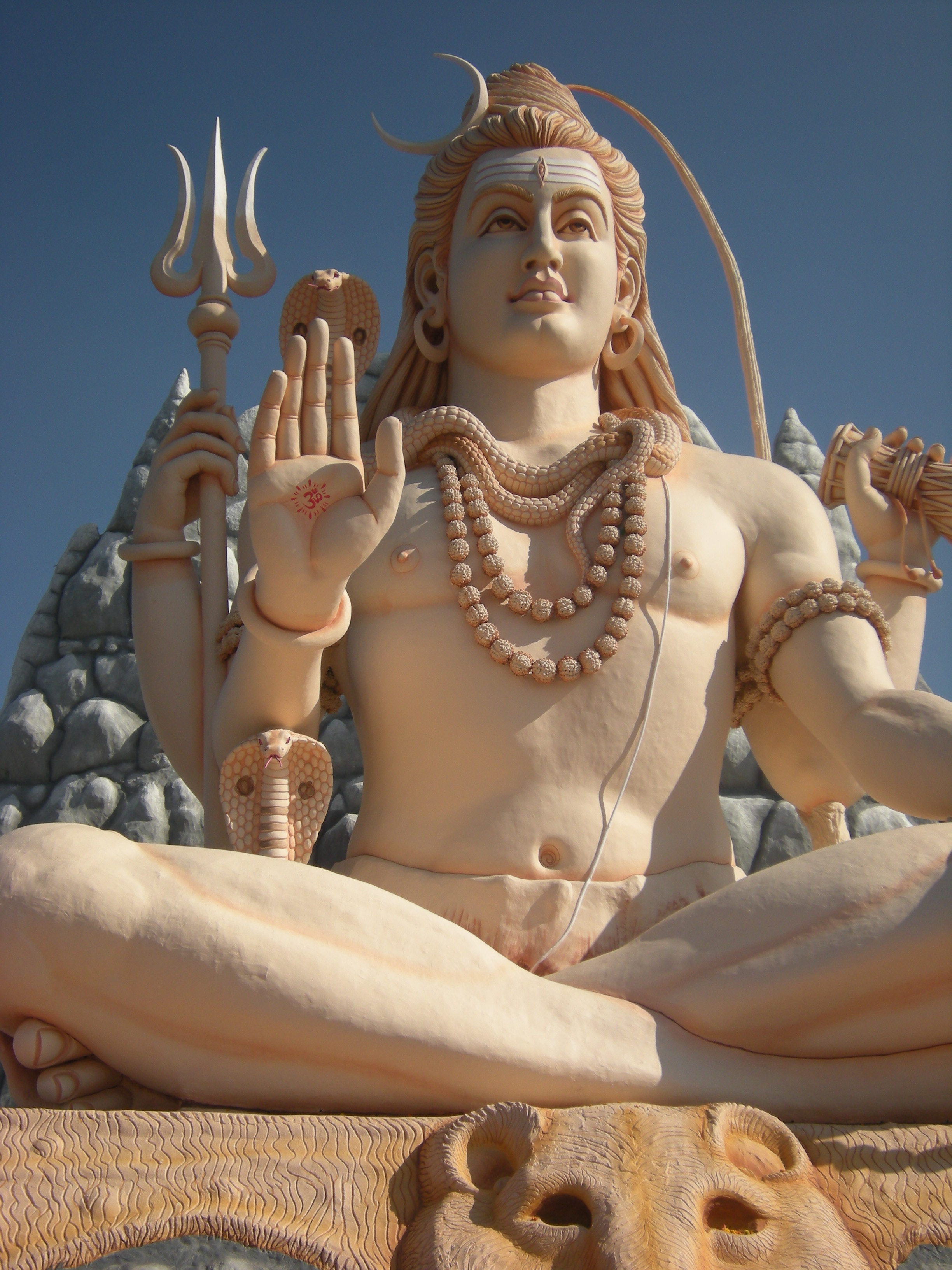
شيفا «المُدمِر».

الشيفية هي الطائفة الهندوسية التي تَعبُد الإله شيفا. ويُصوَر شيفا أحيانا بأشكال شرسة وعنيفة، يُلقب بالـ «المُدمِر» أو «المُحَول» ويَشتهر مُتبعين شيفا بِحُبهم وميلهُم للزهد والابتعاد عن الدنيا، فغالباً مايجولون الهند مُغطيين وجوههم بالرماد لأداء طقوس التطهير الذاتي.
يُطلق على شيفا أسماء عديدة منها:
- مَهَديفا
- مَاهيْش
- بْهايّرافا
- نَاتَاراجا
- باشُباتي
- رُدْرا
- فيرّابَهادرا

### ديڤي
تُعتبر الإلهة الأم، ويُسمى فرع الهندوسية التي يعبد الإلهة الأُنثى والمعروفة باسم ديڤي بالـ«الشاكتيزمية». أتباع الشاكتيزمية تؤمن بأن شاكتي هي القوة الكامنة وراء مبدأ الذكورة في الوجود، فغالباً ماتُصور ديڤي كـ«بارفاتي» قرينة شيفا أو كـ«لاكشمي» قرينة فيشنو. وقد صُورت أيضاً بأشكال أُخرى شرسة وقوية كـ«دورجا». ترتبط الشاكتيزمية بشكل وثيق مع التانترا الهندوسية، والتي تُعلم الطقوس والممارسات لتنقية وتطهير العقل والجسم.
يُطلق على ديڤي أسماء عديدة منها:
- دُرْغا
- بَهَدرَكالّي

## آلهة ذات صلة بالآلهة الأساسية
- براهما: وهو خالق الكون وكُل شيء، قام فيشنو بخلقه، ونادراً ماتتم عبادته اليوم.
- بارفاتي: شكل من أشكال شاكتي، وهي زوجة شيفا.
- غَانيْشا: وهو ابن شيفا وبارفاتي، وهو إله الحكمة والمعرفة، يوجد لديه رأس فيل، يُدعى أيضاً باسم «غاناباتي».
- مُرُغَن: وهو الابن الثاني شيفا وبارفاتي، إله الحرب والانتصارات وقائد الآلهة، يُدعى أيضاً باسم «كارْتيكا، كُمارا، شُبرامانيا».
- آيَّابَّانْ: وهو ابن شيفا وموهيني، وهو إله الحكمة والمعرفة، يُدعى أيضاً باسم «شْاسَتا أو مانِّيكانَدان».
- سَرَسْوَتِيِ: وهي زوجة بْرَاهْما، إلهة العلم والموسيقى والفنون.
- لَكْشْمِيِ: وهي زوجة فيشنو، إلهة المال والحظ.
- هَنُمانَ: وهو الإله القرد، قائد القردة في الملحمة الشعرية رامايانا، إله الوفاء والإخلاص.

## الأفاتار (الصور التجسيدية للآلهة)

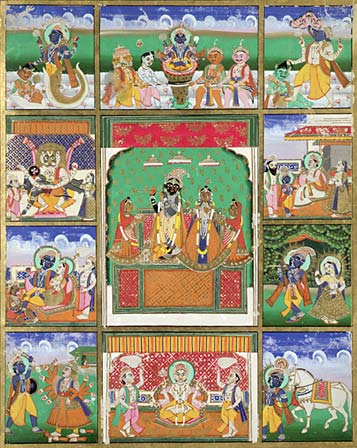
لوحة في متحف فكتوريا وألبرت للأفاتارات العشرة لـِ«دَشَافاتَرا» (باتجاه عقارب الساعة، من الأعلى يسار): مَاتِسا، كُرما، فَاراها، فَمانا، كْريشنّا، كَالكي، بوذا، بَاراشُراما، رَاما، ونَاراسِْما. (في المُنتصف): كْريشنّا.

### فيشنو
- مُوهِْني: التجسيد الأُنثوي لفشنو.

### دَشَافاتَرا
1. مَاتِسا: السمكة
2. كُرما: السلاحفاة البرية
3. فَاراها: الخنزير البري
4. نَاراسِْما: الأسد (نَارا = رجُل، سِمْا = أسد)
5. فَمانا: القزم
6. رَاما: ملك أيوديا وبطل الملحمة الشعرية رامايانا
7. بَاراشُراما: رَاما مع فأس
8. كْريشنّا: بطل الملحمة الشعرية مهابهاراتا ومحور الـ«البهاغافاد غيتا»
9. بوذا: مؤسس البوذية[10]
10. كَالكي: والذي سيأتي لإنهاء عصر الظلام والدمار كالي يوغا

### شِيّشا
- لَكشْمَانا: الأخ الأصغر لـ«رَاما»
- بَالارَما: الأخ الأكبر لـ«كْريشنّا»

### لَكْشْمِيِ
- سِيتّا: زوجة رَاما
- رُكميني
- رَادها: صاحبة كْريشنّا
- آلامِيلو

## الآلهة الثانوية

سوريْا (شمس) ماجاباهيت، تُظهر ترتيبات الآلهة الهندوسية على النقاط الرئيسية.

يتحدث الريجفيدا عن ثلاثة وثلاثين إله تُدعى بالـ«تريداشا». وهي تتكون من اثنا عشر (12) «آديتا»، ثمانية (8) «فاسوس»، إحدا عشر (11) «رودراس» واثنان (2) «آشفيني». يُعتبر إندرا (أيضاً «ساكرا» ملك الآلهة الهندوسية وإله المطر)، وهو أول إله بين الثلاثة والثلاثون إلهاً ليلحقه آجني (إله النار). عادةً مايُذكر بعض من هذه الآلهة الشقيقة في ثنائيات كـ«إندرا-آجني»، «مِيترا-فارُنا» و«سوما-رودرا».

### آديتا
- ميترا: إله الإيمان والصداقة،
- فارُنا: إله البحار والمحيطات،
- ساكرا: ويُدعى أيضاً «إندرا»، ملك الآلهة، وإله المطر،
- داكشا: ابن الإله براهما،
- آنسا،
- آريامان: حارس المريخ ودرب التبانة،
- بهاجا: إله الثروة والرفاهية،
- سافيترا: إله الشمس،
- تفاستار: إله البِناء، أول مخلوقات براهما، يُلقب بـ«الباني السَماوي»،
- بوشان: إله الطُرق،
- دهاترا: إله الصحة والسحر،
- ياماا: إله الموت والعدالة،

### فاسوس
هم مُساعدوا إندرا وفشنو.
- آجني: إله النار، ويُدعى أيضاً «آنالا»،
- فايو: إله الريح، ويُدعى أيضاً «آنيلا»،
- دياوس: إله السماء، ويُدعى أيضاً «برابهاسا»،
- بريتفي: إلهة الأرض، وتُدعى أيضاً «دهارا»،
- سوريْا: إله الشمس والضوء، ويُدعى أيضاً «براتيوشا»،
- سوما: إله القمر، ويُدعى أيضاً «تشاندرا»،
- آهّا (آبّا): إله الماء، ويُدعى أيضاً «آنتاريكشا»،
- دهروفا: إله النجوم، ويُدعى أيضاً «ناكاشتارا»،

### رودراس
هُنالك ثماني تجسيدات للإله با روداس وله أسماء عديدة.

### آشفيني
الأشفين (أيضاً تُدعى ناساتاياس) هما إلهان تؤمان. أحدُهما يُسمى ناساتاياس والآخر يُسمى داشرا.

## عدد الآلهة في الهندوسية
إن مُعظم المعابد الهندوسية مُخصصة لعبادة شيفا، فيشنو (بما في ذلك تجسيداته كْريشنّا ورَاما)، شاكتي (الإلهة الأم، وتجسيداتها دُرْغا، كالي، لَكْشْمِيِ وسَرَسْوَتِيِ)، غَانيْشا وهَنُمانَ.
تَذكر النصوص الهندوسية بأنه يوجد حوالي 33 كرور أو 330 مليون إله (1 كرور = 10 ملايين). يُمكن أن يكون الرقم رمزيّ، ولكن يوجد هنالك أسماء وأشكال عديدة لكثرة الآلهة.